# Поверхность (физика)
Поверхность (англ. surface) — граница раздела двух фаз (твёрдого тела, жидкости, газа).

## Описание
Для твёрдого тела характер межатомных сил на поверхности отличается от того, что имеет место в его объеме. В результате этого равновесная структура верхнего атомного слоя, формирующаяся в результате атомной перестройки, как правило, отличается от соответствующей структуры атомной плоскости в объеме. Это приводит, в частности, к появлению у поверхности особых, присущих только ей свойств (например, поверхностных электронных состояний). Выделяют два основных типа атомной перестройки на поверхности: релаксацию и реконструкцию.